# Біг койота
Біг койота (англ. Coyote Run) — канадський бойовик 1996 року.

## Сюжет
Ватажок місцевого злочинного угруповання і наркоділок Кліфтон Сентьє здійснює ряд вбивств, щоб розширити сфери своєї могутності. Але на його шляху встає п'яниця і «пропащий хлопець» Першинг Куінн.

## У ролях
- Майкл Паре — Першинг Куінн
- Маша Гренон — Сьєра
- Пітер Грін — Кліфтон Сентьє / Боско
- Мішель Перрон — Арнольд
- Йен МакДональд — Лестер Клінг
- Роберт Мореллі — Бут
- Бреа Ешер — Дейл Карвер
- Алан Фоусет — Джек Сільвер
- Ерні Джексон — Дядя Вільям
- Дон Джордан — Багс
- Крістофер Хейєрдал — Джадд Луст
- Метт Холленд — Лес Луст
- Беррі Е. Блейк — шериф Прітчард
- Девід Рігбі — Лу
- Пітер Кокс — Рік
- Деніел Скоржевскі — Ріддлес
- Чіп Чуіпка — Стайлес
- ГХовард М. Розенштейн — Тед Гармонд
- Рок Лафортюн — Рукс
- Жиль Пеллетьє — Бобджой
- Кімберлі Медден — стриперка
- Роберт Лавуа — Лейдон
- Френсін Моранд — Рут
- Луїс Фаранд — пілот
- Мірей Самсон — пілот
- Джонні Норманд — Limo Man 1
- Майк Шуте — Limo Man 2
- Маріо Опінато — Limo Man 3
- Ів Ланглуа — Helicopter Gunman
- Норман Бернард — таксист